# Megaminx

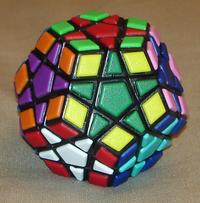
Un Megaminx a 12 colori con un disegno a stella

Il Megaminx è un twisty puzzle, equivalente dodecaedrico del Cubo di Rubik.

## Storia
Il Megaminx o Dodecaedro magico è stato inventato contemporaneamente da più persone, e prodotto da più fabbriche con piccole differenze tra le varie versioni. Successivamente Uwe Mèffert ha ottenuto i diritti per vendere questo puzzle, e tuttora è in vendita con il nome di Megaminx. Un puzzle molto simile, la cui unica differenza dal Megaminx è la proporzione dei pezzi, è la Supernova ungherese, inventata da Cristoph Bandelow. Questo puzzle fu prodotto per primo, seguito poco dopo dal Megaminx.

## Descrizione
Il puzzle è composto da 11 pezzettini irregolari su ogni faccia (1 centro, 5 spigoli e 5 angoli) per un totale di 12 centri, 30 spigoli e 20 angoli.
Il Megaminx esiste in due versioni, quella a 6 colori, nella quale le facce opposte hanno lo stesso colore e quella a 12 colori, nella quale tutte le facce hanno colori diversi tra loro.

## Permutazioni
Il Megaminx può assumere 100.669.616.553.523.347.122.516.032.313.645.505.168.688.116.411.019.768.627.200.000.000.000 posizioni diverse.

## Varianti
Dal Megaminx sono nati puzzle quali il Kilominx (o Flowerminx, versione 2x2x2 del megaminx), lo Holey Megaminx (uguale al Megaminx ma privo dei pezzi centrali come il Void Cube rispetto al cubo standard), il Gigaminx, il Teraminx, il Petaminx ,l'examinx,lo zettaminx,lo yottaminx e l'atlasminx.Il più grande mai creato è il Minx of Madness,un megaminx 21x21,creato dal inventore dell'atlasminx.

## Cronologia record mondiale
| Speedcuber         | Tempo   | Competizione                    |
| ------------------ | ------- | ------------------------------- |
| Juan Pablo Huanqui | 27.22   | La Tienda Cubera Christmas 2019 |
| Juan Pablo Huanqui | 27.81   | CubingUSA Nationals 2018        |
| Juan Pablo Huanqui | 29.49   | WCA Euro 2018                   |
| Juan Pablo Huanqui | 29.93   | LatAm Tour - Santiago 2017      |
| Juan Pablo Huanqui | 31.53   | Rubik Pro 2017                  |
| Yu Da-Hyun         | 33.17   | Busan Winter 2016               |
| Juan Pablo Huanqui | 34.40   | Torneo de Speedcubers 2016      |
| Juan Pablo Huanqui | 35.18   | Lima Rubik 2016                 |
| Juan Pablo Huanqui | 35.50   | US Nationals 2016               |
| Nicolas Naing      | 35.94   | Big Apple Spring 2016           |
| Yu Da-Hyun         | 37.58   | Spring Comes 2015               |
| Yu Da-Hyun         | 37.83   | Asian Championship 2014         |
| Louis Cormier      | 39.57   | Euro 2014                       |
| Simon Westlund     | 42.28   | Danish Open 2011                |
| Simon Westlund     | 46.81   | Helsinki Open 2011              |
| Bálint Bodor       | 47.53   | Euro 2010                       |
| Bálint Bodor       | 49.71   | Slovenian Open 2010             |
| Bálint Bodor       | 54.27   | Slovenian Open 2010             |
| Bálint Bodor       | 57.94   | World Championship 2009         |
| Takumi Yoshida     | 59.33   | Amagasaki Open 2009             |
| Erik Akkersdijk    | 1:01.78 | Belgian Open 2008               |
| Erik Akkersdijk    | 1:12.59 | Swedish Cube Day 2007           |
| Erik Akkersdijk    | 1:14.90 | Dutch Open 2007                 |
| Erik Akkersdijk    | 1:17.46 | World Championship 2007         |
| Stefan Pochmann    | 1:23.55 | Dutch Open 2006                 |
| Stefan Pochmann    | 1:29.05 | Euro 2006                       |
| Stefan Pochmann    | 1:32.30 | German Open 2006                |
| Stefan Pochmann    | 1:41.82 | World Championship 2005         |
| Stefan Pochmann    | 1:55.34 | German Open 2005                |
| Grant Tregay       | 2:12.82 | World Championship 2003         |